# Немецкая бухта
Немецкая бухта (нем. Deutsche Bucht, нидерл. Duitse Bocht, дат. Tyske Bugt, з.-фриз. Dútske Bocht) — залив Северного моря, омывающий побережья Дании, Германии и Нидерландов. Занимает площадь около 77 000 км², из которых 30 000 км² — Ваттовое море.

## География
Немецкая бухта находится на европейском континентальном шельфе и простирается от Западно-Фризских островов (Нидерланды) до островов Ваттового моря Ютландии (Дания). Центральный остров бухты — Гельголанд. На северо-западе ограничивает бухту лежащий в Северном море Доггер.
Немецкая бухта в бассейне Гельголанда и в бассейне к юго-востоку от Доггера достигает глубину до 56 метров. В бухту впадают реки Айдер, Эльба, Везер, Яде и Эмс.
Немецкая часть континентального шельфа, прорезающая германский залив с юго-востока на северо-запад и обращённая с материка в сторону Доггербанка, называется Утиным клювом; на юго-востоке этой области расположена Гельголандская бухта.

## Особо охраняемые природные территории
На прибрежных территориях Немецкой бухты и на нескольких островах находятся многочисленные (немецкие) охраняемые территории, такие как: Гамбургское Ваттовое море, Шлезвиг-Гольштейнские ватты, Хамбургер-Халлиг.